# Pro Victoria Pallavolo 2013-2014
Questa voce raccoglie le informazioni riguardanti la Pro Victoria Pallavolo nelle competizioni ufficiali della stagione 2013-2014.

## Stagione
La stagione 2013-14 è per la Pro Victoria, che muta il proprio nome da Unione Sportiva Pro Victoria Pallavolo Monza, sponsorizzata dalla Saugella, la prima in Serie A2, conquistata dopo la vittoria dei play-off promozione nella Serie B1 2012-2013; in panchina siede Enrico Mazzola, mentre, oltre a poche conferme tra le giocatrici autrici della promozione, tra cui Benedetta Bruno e Marika Bonetti, vengono acquistate pallavoliste come Natalia Viganò, Monica Ravetta, Martina Balboni, Laura Garavaglia, Maria Nomikou e Veronica Bisconti.

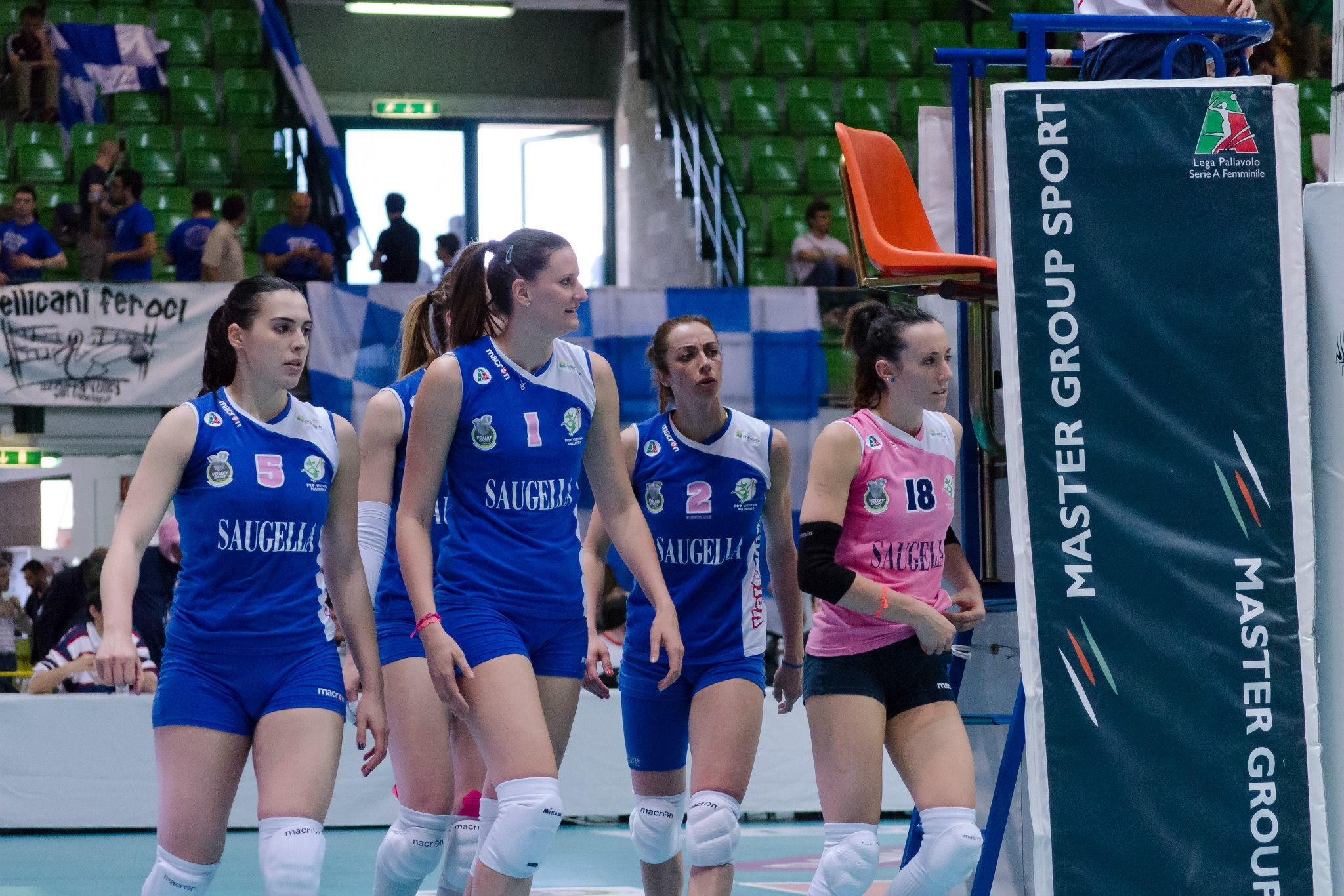
La squadra dopo un punto

Il campionato si apre con sette vittoria consecutive: la prima sconfitta arriva infatti all'ottava giornata contro l'Azzurra Volley San Casciano; dopo il successo per 3-1 sul Gruppo Sportivo Volley Cadelbosco, il girone di andata si chiude con due stop di fila che portano la squadra al quarto posto in classifica. Il girone di ritorno è invece caratterizzato nella parte centrale da cinque insuccessi consecutivi, a cui seguono quattro vittorie che confermano il team lombardo al quarto posto in classifica, utile per qualificarsi ai play-off promozione: nei quarti di finale la sfida è contro la Beng Rovigo Volley, la quale vince la gara di andata per 3-2, ma perde quella di ritorno per 3-1, venendo eliminata, in quanto ad ogni partita viene assegnato lo stesso punteggio di una partita di campionato e conquista quindi meno punti; in semifinale incontra il Volley Soverato: tutte e due le squadre si aggiudicano una gara a testa con vittorie in trasferta, ma è poi la Pro Victoria a passare il turno grazie al successo in gara 3, sempre fuori casa. L'ultimo atto vede opposte la formazione di Monza contro quella di San Casciano in Val di Pesa: le lombarde si aggiudicano il primo atto con una vittoria in trasferta e sciupano diversi match ball in gara 2, che avrebbe significato la promozione in Serie A1; le toscane tuttavia riescono a vincere gara 2 e poi anche, nettamente, gara 3.
Tutte le formazioni partecipanti alla Serie A2 2013-14 sono di diritto qualificate alla Coppa Italia di Serie A2: con una vittoria sia nella gara di andata sia in quella di ritorno, il club di Monza supera negli ottavi di finale quello di Cadelbosco di Sopra e nei quarti di finale quello di Rovigo, mentre viene eliminato in semifinale, da una doppia sconfitta, per mano del Promoball Volleyball Flero.

## Organigramma societario
Area direttiva
- Presidente: Carlo Rigaldo
- Vicepresidente: Carlo Nava
- Segreteria generale: Luciana Papotti
- Amministrazione: Barbara Lissoni, Aldo Tadini, Luciana Papotti, Monica Longoni

Area organizzativa
- Direttore generale: Alberto Luigi Nespoli
- Responsabile genitori: Carlo Peraboni
- Responsabile scuole: Massimo Tadini

Area tecnica
- Allenatore: Enrico Mazzola
- Allenatore in seconda: Dario Keller
- Scout man: Mirko Parigi

Area sanitaria
- Medico: Alessandra Marzari
- Preparatore atletico: Silvio Colnago
- Fisioterapista: Matteo Scodro

## Rosa
| N° | Nome                | Ruolo | Data di nascita   | Nazionalità sportiva |
| -- | ------------------- | ----- | ----------------- | -------------------- |
| 1  | Benedetta Bruno     | C     | 18 settembre 1984 | Italia               |
| 2  | Natalia Viganò      | S     | 24 novembre 1979  | Italia               |
| 3  | Laura Garavaglia    | S     | 28 dicembre 1989  | Italia               |
| 5  | Martina Balboni     | P     | 29 gennaio 1991   | Italia               |
| 7  | Francesca Saveriano | P     | 28 giugno 1993    | Italia               |
| 8  | Monica Ravetta      | S/O   | 29 agosto 1985    | Italia               |
| 9  | Sara Rinaldi        | S     | 18 aprile 1993    | Italia               |
| 10 | Marika Bonetti      | S     | 29 febbraio 1984  | Italia               |
| 11 | Federica Garbet     | C     | 13 febbraio 1988  | Italia               |
| 13 | Fabiola Facchinetti | C     | 30 aprile 1989    | Italia               |
| 15 | Maria Nomikou       | S/O   | 30 marzo 1993     | Grecia               |
| 16 | Martina Pastrenge   | L     | 28 dicembre 1994  | Italia               |
| 17 | Ramona Aricò        | S/O   | 30 ottobre 1985   | Italia               |
| 18 | Veronica Bisconti   | L     | 27 gennaio 1991   | Italia               |

## Mercato
| Acquisti | Acquisti            | Acquisti       | Acquisti   |
| R.       | Nome                | da             | Modalità   |
| -------- | ------------------- | -------------- | ---------- |
| S/O      | Ramona Aricò        | ASKÖ Linz-Steg | definitivo |
| P        | Martina Balboni     | Bergamo        | definitivo |
| L        | Veronica Bisconti   | Busto Arsizio  | definitivo |
| S        | Laura Garavaglia    | AGIL           | definitivo |
| C        | Federica Garbet     | Flero          | definitivo |
| S/O      | Maria Nomikou       | Villa Cortese  | definitivo |
| S/O      | Monica Ravetta      | Chieri Torino  | definitivo |
| S        | Sara Rinaldi        | Bergamo        | definitivo |
| P        | Francesca Saveriano | Lilliput       | definitivo |
| S        | Natalia Viganò      | Villa Cortese  | definitivo |

| ? |

## Risultati

### Serie A2

#### Girone di andata
| 1ª giornata - 20 ottobre 2013 Palazzetto dello Sport, Monza         | Pro Victoria | 3 - 0 | Soverato        | 25-18, 25-22, 25-22               |
| 2ª giornata - 27 ottobre 2013 PalaPuca, Sant'Antimo                 | New Libertas | 0 - 3 | Pro Victoria    | 22-25, 20-25, 15-25               |
| 3ª giornata - 2 novembre 2013 Palazzetto dello Sport, Monza         | Pro Victoria | 3 - 2 | Beng Rovigo     | 25-19, 16-25, 20-25, 25-22, 15-13 |
| 4ª giornata - 24 novembre 2013 Palazzetto dello Sport, Monza        | Pro Victoria | 3 - 2 | Savino Del Bene | 25-20, 25-14, 16-25, 23-25, 16-14 |
| 5ª giornata - 1º dicembre 2013 PalaResia, Bolzano                   | Neruda       | 1 - 3 | Pro Victoria    | 17-25, 27-29, 25-16, 18-25        |
| 6ª giornata - 8 dicembre 2013 PalaRavizza, Pavia                    | Pavia        | 2 - 3 | Pro Victoria    | 25-19, 22-25, 20-25, 25-19, 14-16 |
| 7ª giornata - 15 dicembre 2013 Palazzetto dello Sport, Monza        | Pro Victoria | 3 - 1 | Towers          | 25-20, 26-24, 21-25, 27-25        |
| 8ª giornata - 22 dicembre 2013 Palazzetto dello Sport, San Casciano | San Casciano | 3 - 0 | Pro Victoria    | 25-18, 25-18, 25-14               |
| 9ª giornata - 26 dicembre 2013 Palazzetto dello Sport, Monza        | Pro Victoria | 3 - 1 | Cadelbosco      | 25-19, 29-27, 24-26, 25-23        |
| 10ª giornata - 6 gennaio 2014 PalaGeorge, Montichiari               | Flero        | 3 - 1 | Pro Victoria    | 25-20, 23-25, 25-23, 27-25        |
| 11ª giornata - 12 gennaio 2014 PalaPozzillo, Sala Consilina         | Antares      | 3 - 2 | Pro Victoria    | 25-22, 25-27, 25-21, 27-29, 15-10 |

#### Girone di ritorno
| 12ª giornata - 26 gennaio 2014 PalaScoppa, Soverato               | Soverato        | 3 - 1 | Pro Victoria | 25-18, 16-25, 25-18, 25-19        |
| 13ª giornata - 2 febbraio 2014 Palazzetto dello Sport, Monza      | Pro Victoria    | 3 - 0 | New Libertas | 25-22, 25-20, 25-19               |
| 14ª giornata - 9 febbraio 2014 Palazzetto dello Sport, Rovigo     | Beng Rovigo     | 3 - 2 | Pro Victoria | 23-25, 22-25, 25-13, 25-23, 15-8  |
| 15ª giornata - 16 febbraio 2014 Palazzetto dello Sport, Scandicci | Savino Del Bene | 3 - 2 | Pro Victoria | 25-23, 13-25, 25-22, 21-25, 15-8  |
| 16ª giornata - 1º marzo 2014 Palazzetto dello Sport, Monza        | Pro Victoria    | 2 - 3 | Neruda       | 22-25, 25-23, 25-15, 22-25, 15-17 |
| 17ª giornata - 9 marzo 2014 Palazzetto dello Sport, Monza         | Pro Victoria    | 1 - 3 | Pavia        | 25-20, 22-25, 20-25, 21-25        |
| 18ª giornata - 16 marzo 2014 PalaCampagnola, Schio                | Towers          | 3 - 0 | Pro Victoria | 25-23, 25-18, 25-19               |
| 19ª giornata - 23 marzo 2014 Palazzetto dello Sport, Monza        | Pro Victoria    | 3 - 1 | San Casciano | 25-17, 13-25, 25-21, 25-23        |
| 20ª giornata - 30 marzo 2014 PalaRivalta, Reggio nell'Emilia      | Cadelbosco      | 2 - 3 | Pro Victoria | 22-25, 28-26, 25-16, 21-25, 11-15 |
| 21ª giornata - 6 aprile 2014 Palazzetto dello Sport, Monza        | Pro Victoria    | 3 - 2 | Flero        | 13-25, 25-27, 25-16, 25-23, 19-17 |
| 22ª giornata - 13 aprile 2014 Palazzetto dello Sport, Monza       | Pro Victoria    | 3 - 1 | Antares      | 25-15, 23-25, 25-20, 25-21        |

#### Play-off promozione
| Quarti di finale (andata) - 16 aprile 2014 Palazzetto dello Sport, Rovigo | Beng Rovigo  | 3 - 2 | Pro Victoria | 16-25, 27-25, 25-23, 22-25, 15-10 |
| Quarti di finale (ritorno) - 19 aprile 2014 Palazzetto dello Sport, Monza | Pro Victoria | 3 - 1 | Beng Rovigo  | 25-16, 23-25, 25-14, 25-18        |
| Semifinali (gara 1) - 27 aprile 2014 PalaScoppa, Soverato                 | Soverato     | 2 - 3 | Pro Victoria | 21-25, 25-11, 25-20, 20-25, 12-15 |
| Semifinali (gara 2) - 1º maggio 2014 Palazzetto dello Sport, Monza        | Pro Victoria | 0 - 3 | Soverato     | 19-25, 24-26, 22-25               |
| Semifinali (gara 3) - 4 maggio 2014 PalaScoppa, Soverato                  | Soverato     | 1 - 3 | Pro Victoria | 25-20, 14-25, 24-26, 16-25        |
| Finale (gara 1) - 8 maggio 2014 Palazzetto dello Sport, San Casciano      | San Casciano | 2 - 3 | Pro Victoria | 26-28, 25-21, 20-25, 25-17, 8-15  |
| Finale (gara 2) - 11 maggio 2014 Palazzetto dello Sport, Monza            | Pro Victoria | 2 - 3 | San Casciano | 23-25, 25-19, 25-18, 17-25, 17-19 |
| Finale (gara 3) - 14 maggio 2014 Palazzetto dello Sport, San Casciano     | San Casciano | 3 - 0 | Pro Victoria | 25-14, 25-19, 25-23               |

### Coppa Italia di Serie A2

#### Fase a eliminazione diretta
| Ottavi di finale (andata) - 10 novembre 2013 Palazzetto dello Sport, Monza    | Pro Victoria | 3 - 1 | Cadelbosco   | 25-18, 25-23, 22-25, 25-17        |
| Ottavi di finale (ritorno) - 17 novembre 2013 PalaRivalta, Reggio nell'Emilia | Cadelbosco   | 2 - 3 | Pro Victoria | 25-19, 20-25, 25-22, 15-25, 13-15 |
| Quarti di finale (andata) - 19 gennaio 2014 Palazzetto dello Sport, Rovigo    | Beng Rovigo  | 2 - 3 | Pro Victoria | 25-27, 14-25, 30-28, 25-14, 10-15 |
| Quarti di finale (ritorno) - 22 gennaio 2014 Palazzetto dello Sport, Monza    | Pro Victoria | 3 - 0 | Beng Rovigo  | 25-21, 25-21, 25-15               |
| Semifinali (andata) - 29 gennaio 2014 Palazzetto dello Sport, Monza           | Pro Victoria | 0 - 3 | Flero        | 21-25, 16-25, 18-25               |
| Semifinali (ritorno) - 5 febbraio 2014 PalaGeorge, Montichiari                | Flero        | 3 - 2 | Pro Victoria | 25-16, 13-25, 24-26, 25-21, 15-10 |

## Statistiche

### Statistiche di squadra
| Competizione             | Punti | In casa | In casa | In casa | In trasferta | In trasferta | In trasferta | Totale | Totale | Totale |
| Competizione             | Punti | G       | V       | P       | G            | V            | P            | G      | V      | P      |
| ------------------------ | ----- | ------- | ------- | ------- | ------------ | ------------ | ------------ | ------ | ------ | ------ |
| Serie A2                 | 38    | 14      | 10      | 4       | 16           | 7            | 9            | 30     | 17     | 13     |
| Coppa Italia di Serie A2 | -     | 3       | 2       | 1       | 3            | 2            | 1            | 6      | 4      | 2      |
| Totale                   | -     | 17      | 12      | 5       | 19           | 9            | 10           | 36     | 21     | 15     |

G = partite giocate; V = partite vinte; P = partite perse

### Statistiche dei giocatori
| Giocatore      | Serie A2 | Serie A2 | Serie A2 | Serie A2 | Serie A2 | Coppa Italia di Serie A2 | Coppa Italia di Serie A2 | Coppa Italia di Serie A2 | Coppa Italia di Serie A2 | Coppa Italia di Serie A2 | Totale | Totale | Totale | Totale | Totale |
| Giocatore      | P        | PT       | AV       | MV       | BV       | P                        | PT                       | AV                       | MV                       | BV                       | P      | PT     | AV     | MV     | BV     |
| -------------- | -------- | -------- | -------- | -------- | -------- | ------------------------ | ------------------------ | ------------------------ | ------------------------ | ------------------------ | ------ | ------ | ------ | ------ | ------ |
| R. Aricò       | 20       | 103      | ?        | ?        | ?        | 4                        | 31                       | 24                       | 6                        | 1                        | 24     | 134    | ?      | ?      | ?      |
| M. Balboni     | 30       | 61       | ?        | ?        | ?        | 6                        | 11                       | 4                        | 5                        | 2                        | 36     | 72     | ?      | ?      | ?      |
| M. Bisconti    | 30       | -        | -        | -        | -        | 6                        | -                        | -                        | -                        | -                        | 36     | -      | -      | -      | -      |
| M. Bonetti     | 30       | 500      | ?        | ?        | ?        | 6                        | 88                       | 81                       | 4                        | 3                        | 36     | 588    | ?      | ?      | ?      |
| B. Bruno       | 30       | 303      | ?        | ?        | ?        | 6                        | 65                       | 51                       | 10                       | 4                        | 36     | 368    | ?      | ?      | ?      |
| F. Facchinetti | 29       | 218      | ?        | ?        | ?        | 6                        | 25                       | 15                       | 6                        | 4                        | 35     | 243    | ?      | ?      | ?      |
| L. Garavaglia  | 27       | 298      | ?        | ?        | ?        | 6                        | 57                       | 48                       | 3                        | 6                        | 33     | 355    | ?      | ?      | ?      |
| F. Garbet      | 18       | 35       | ?        | ?        | ?        | 4                        | 29                       | 20                       | 6                        | 3                        | 22     | 64     | ?      | ?      | ?      |
| M. Nomikou     | 16       | 22       | ?        | ?        | ?        | 4                        | 11                       | 8                        | 1                        | 2                        | 20     | 33     | ?      | ?      | ?      |
| M. Pastrenge   | 5        | -        | -        | -        | -        | 0                        | -                        | -                        | -                        | -                        | 5      | -      | -      | -      | -      |
| M. Ravetta     | 4        | 17       | ?        | ?        | ?        | -                        | -                        | -                        | -                        | -                        | 4      | 17     | ?      | ?      | ?      |
| S. Rinaldi     | 11       | 45       | ?        | ?        | ?        | 4                        | 3                        | 2                        | 1                        | 0                        | 15     | 48     | ?      | ?      | ?      |
| F. Saveriano   | 18       | 2        | ?        | ?        | ?        | 2                        | 0                        | 0                        | 0                        | 0                        | 20     | 2      | ?      | ?      | ?      |
| N. Viganò      | 26       | 429      | ?        | ?        | ?        | 6                        | 77                       | 69                       | 6                        | 2                        | 32     | 506    | ?      | ?      | ?      |

P = presenze; PT = punti totali; AV = attacchi vincenti; MV = muri vincenti; BV = battute vincenti